# 보물찾기 (게임)

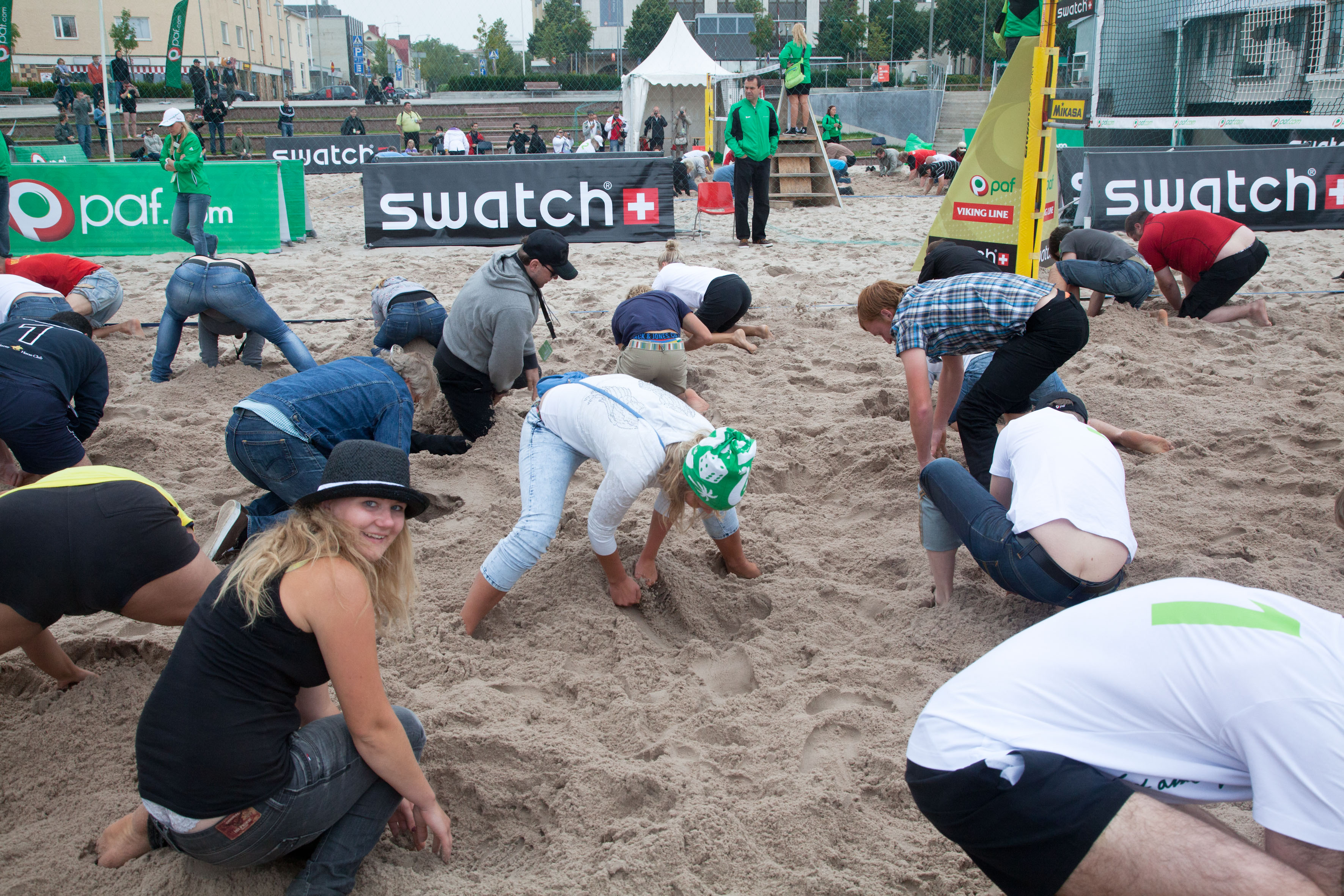
보물찾기를 하는 사람들

보물찾기는 숨겨진 물품을 찾기 위한 실외에서 하는 게임의 일종이다.
주최자가 특정 항목을 정의하는 목록을 준비하는 게임으로 참가자는 일반적으로 구매하지 않고 목록의 모든 항목을 수집하거나 완료하려고 한다. 규칙에 따라 개인이 참여할 수 있지만 일반적으로 참가자는 소규모 팀으로 작업한다. 목표는 목록을 가장 먼저 완료하거나 해당 목록에서 가장 많은 항목을 완료하는 것이다. 게임의 변형에서 플레이어는 나열된 항목의 사진을 찍거나 가장 창의적인 방식으로 목록에 있는 작업을 완료해야 한다. 보물 찾기는 게임의 또 다른 이름이지만 특정 순서로 물건이나 단일 상품을 찾기 위해 일련의 단서를 따라가는 것이 포함될 수 있다.
게임 학자 마커스 몬톨라(Markus Montola)에 따르면 청소부 사냥은 고대 민속 게임에서 진화했다. 가십 칼럼니스트 엘사 맥스웰(Elsa Maxwell)은 1930년대 초부터 일련의 독점적인 뉴욕 파티를 통해 미국에서 청소부 사냥을 대중화했다. 뉴욕 상류층의 보물찾기 열풍은 1936년 영화 <마이 맨 갓프리>에서 풍자되었는데, 사교계 명사들이 수집하려는 아이템 중 하나가 노숙자 '잊혀진 남자'다.